# 朱慈炯
朱慈炯（1632年—？），崇禎帝朱由檢第三子、母周皇后。崇禎十六年（1643年）封為定王，別名朱三太子。
崇禎十七年（1644年），甲申之變，流寇攻入京師，李自成封朱慈炯為定安公，李自成敗退時不知所終，南明年間追封為定哀王。
身為一個失蹤的明朝皇室嫡系，他的綽號朱三太子更為有名，清兵入關以後，有關他起兵反清復明的謠言一直困擾著清初政府。
查繼佐《明書》（罪惟錄）言崇祯帝第三子永王慈煥、第四子定王慈炯（一作慈燦），俱田貴妃出，不詳其所本。果如其言，則周皇后所生惟太子、懷隱王與二公主。朱慈煥未死甲申以前，則民間三太子之謎遂解。
《罪惟錄》言，崇祯帝成人三子。《啟禎宮詞》云，甲申之前，田貴妃疾篤，以皇子付懿安張皇后。張皇后下落亦成謎。

## 兄弟
1. 悼帝（獻愍太子）朱慈烺
2. 懷隱王朱慈烜
3. 定哀王朱慈炯
4. 永王朱慈炤
5. 宣顯慈應悼靈王朱慈煥
6. 悼懷王朱慈燦
7. 悼良王

## 年號
夏完淳《南都雜志》記載甲申之變，北京傳出擁立定王朱慈炯為皇帝，年號「乾定」。